# Siegmar Bieber
Siegmar Bieber (* 4. Januar 1968 in Gelsenkirchen) ist ein ehemaliger deutscher Fußballspieler.

## Werdegang
Der Mittelfeldspieler Siegmar Bieber begann seine Karriere beim ETuS Gelsenkirchen und kam über Fortuna Gelsenkirchen in die Jugend des FC Schalke 04. Bei Schalke gab er sein Profidebüt beim Zweitligaspiel gegen den 1. FC Saarbrücken am 16. August 1989.  
Im Sommer 1991 stieg Bieber mit dem FC Schalke 04 in die erste Fußball-Bundesliga auf, wechselte jedoch zum Oberligisten Wuppertaler SV, mit dem er ein Jahr später in die 2. Bundesliga aufstieg. 1993 wechselte er zum VfL Gevelsberg und verpasste mit seiner Mannschaft die Qualifikation für die Regionalliga West/Südwest. Bieber ging daraufhin zum FC Gütersloh und schaffte mit seiner Mannschaft zwei Aufstiege in Folge, die die Gütersloher in die 2. Bundesliga brachten. Bieber wechselte daraufhin zu Rot-Weiß Oberhausen, mit dem er 1997 Deutscher Amateurmeister wurde und ein Jahr später in die 2. Bundesliga aufstieg. In der Saison 2000/01 spielte Bieber für Westfalia Herne, bevor er seine Karriere beendete. Er absolvierte 50 Zweitligaspiele und erzielte dabei zwei Tore.